# Forcipomyia santosi
Forcipomyia santosi är en tvåvingeart som beskrevs av Remm 1981. Forcipomyia santosi ingår i släktet Forcipomyia och familjen svidknott.
Artens utbredningsområde är Kanarieöarna. Inga underarter finns listade i Catalogue of Life.